# Dmytro Sujarko
Dmytro Olehovytj Sujarko (ukrainska: Дмитро Олегович Суярко), född 22 oktober 1996, är en ukrainsk längdåkare och skidskytt. Hans hus sönderbombades under ryska invasionen av Ukraina. Han flydde från Tjernihivregionen till Volynregionen. Han är synskadad.

## Meriter
Paralympiska vinterspelen 2022
- Guld i längdskidåkning öppen stafett 4x2,5 km
- Brons i längdskidåkning 12,5 km synskadade
- Brons i skidskytte 6 km synskadade
- Brons i skidskytte 10 km synskadade